# Авдотьино (Ульяновская область)
Авдо́тьино — деревня в Ульяновском районе Ульяновской области.

## География
Деревня находится в 16 км от районного центра Ишеевка и в 23 км до областного центра Ульяновск, рядом с речкой Сухой Бирюч.

## История
Деревня Авдотьино была расположена на участке земли в 503 десятины, купленном в 1774 году от межевой канцелярии помещиком села Тетюшского Евграфом Васильевичем Татищевым (1717-81), в пяти верстах от его усадьбы; он здесь, на берегу р. Сухого Бирюча, построил Хутор, который впоследствии, постепенно, образовался в деревню названную «Авдотьино» — в честь Авдотьи Ивановны, жены Татищева Ростислава Евграфовича.
Составляя часть наследственной вотчины Татищевых, дер. Авдотьино, во время освобождения крестьян, принадлежала князю Николаю Сергеевичу Вяземскому, внуку Авдотьи Ивановны Татищевой и он отдал прежним своим крестьянам (114 душ) всю землю, бывшую у них до того времени в пользовании — 478 десятин (усадебной 26 дес. 47 саж., пашни 431 дес. 324 саж. выгону 15 дес. 47 саж. и неудобной 5 дес. 1124 саж.). В 1903 году в этой деревне 181 муж. и 192 жен. (56 дворов).

## Население
| 2010 |
| ---- |
| 131  |

На 1900 год в дер. Авдотьине (при ключе Сухом Бирюче, в 8 вер.; н. р.) в 45 двор. 175 м. и 172 ж.;
В 1903 году в 56 дворах жило: 181 муж. и 192 жен.;